# Picromérite
La picromérite (synonymes : schoenite ou schönite) est un minéral de la famille des sulfates hydratés sans anions additionnels, et contenant des anions moyens à gros selon la classification de Nickel-Strunz.

## Étymologie
Le nom vient des mots grecs πικρός [pikros] pour "amer" et μέρος [meros]  pour "partie", et est lié au goût amer du minéral.

## Occurrence
La picromérite ne se trouve que dans d'assez peu de lieux, actuellement (2015) environ 40 localités sont connues. Elle fut identifiée pour la première fois dans des fumerolles volcaniques actives sur le Vésuve par Arcangelo Scacchi en 1855 et a également été trouvée dans des dépôts volcaniques sur l'Etna et sur Hawaï.
On la trouve plus communément dans les zones de kaïnite de certains dépôts marins de sel, parmi lesquels des mines de sel en Thuringe, Basse-Saxe et en Saxe-Anhalt (Allemagne), près de Hall en Tyrol, Hallstatt et Bad Ischl (Autriche), près de Whitby (Royaume-Uni), et dans le district de Carlsbad Potash (Nouveau-Mexique), ainsi que dans des lacs salés en Chine occidentale.
La picromérite peut également se former dans des gisements hydrothermaux de minerai riches en sulfate et se trouve dans les terrils de certaines mines de charbon et de minerai.
La picromérite est souvent associée à l'anhydrite, l'épsomite, la halite, l'hohmannite, la kaïnite, la métasidéronatrite et la métavoltine, selon le lieu.

## Propriétés
La picromérite se déshydrate dans l'air sec et les cristaux présentent alors des zones de déshydratation sphériques et ternes. La déshydratation progressive conduit à la léonite.